# Netball-Weltmeisterschaft 2011
Die Netball-Weltmeisterschaft 2011 war die dreizehnte Austragung der Weltmeisterschaft im Netball. Die Weltmeisterschaft wurde in Singapur im Singapore Indoor Stadium auf Hallenspielfeldern ausgetragen. Im Finale setzte sich Australien mit 58:57 gegen Neuseeland durch und konnte sich so die zehnte Weltmeisterschaft sichern.

## Teilnehmer
Neben dem Gastgeber qualifizierten sich die besten fünf Mannschaften der Netball-Weltmeisterschaft 2007 direkt für das Turnier. Die verbliebenen Plätze wurden in fünf Regionalturnieren (Afrika, Amerika, Asien, Europa und Ozeanien) ausgespielt, wobei sich jeweils zwei Mannschaften qualifizierten.
| - Australien - Barbados - Botswana - England - Fiji - Jamaika - Malawi - Malaysia | - Neuseeland - Nordirland - Samoa - Singapur - Sri Lanka - Südafrika - Trinidad und Tobago - Wales |

## Format
In einer Vorrunde spielten die Mannschaften in vier Vierer-Gruppen jeweils Jeder gegen Jeden. Für einen Sieg gab es zwei Punkte, für ein Unentschieden einen Punkt. Die beiden Erstplatzierten einer jeden Gruppe qualifizierten sich für das Viertelfinale und spielten im Play-off-System den Turniersieger aus. Die verbliebenen Mannschaften spielten ebenfalls im Play-off-System alle Platzierungen aus.

## Vorrunde
Während des Turniers gab es die folgenden Ergebnisse.

### Gruppe A
Tabelle
| Rang | Land       | Gew. | Unent. | Verl. | Punkte |
| ---- | ---------- | ---- | ------ | ----- | ------ |
| 1    | Australien | 3    | 0      | 0     | 6      |
| 2    | Nordirland | 2    | 0      | 1     | 4      |
| 3    | Samoa      | 1    | 0      | 2     | 2      |
| 4    | Sri Lanka  | 0    | 0      | 3     | 0      |

Spiele
| 4. Juli (13:15) | Singapur | Australien 81 | – | Samoa 23 |
|                 |          |               |   |          |

| 4. Juli (15:30) | Singapur | Sri Lanka 56 | – | Nordirland 65 |
|                 |          |              |   |               |

| 5. Juli (13:15) | Singapur | Samoa 57 | – | Sri Lanka 53 |
|                 |          |          |   |              |

| 5. Juli (17:45) | Singapur | Australien 75 | – | Nordirland 33 |
|                 |          |               |   |               |

| 6. Juli (11:00) | Singapur | Nordirland 66 | – | Samoa 37 |
|                 |          |               |   |          |

| 6. Juli (20:00) | Singapur | Australien 97 | – | Sri Lanka 20 |
|                 |          |               |   |              |

### Gruppe B
Tabelle
| Rang | Land                | Gew. | Unent. | Verl. | Punkte |
| ---- | ------------------- | ---- | ------ | ----- | ------ |
| 1    | Neuseeland          | 3    | 0      | 0     | 6      |
| 2    | Trinidad und Tobago | 2    | 0      | 1     | 4      |
| 3    | Fiji                | 1    | 0      | 2     | 2      |
| 4    | Wales               | 0    | 0      | 3     | 0      |

Spiele
| 4. Juli (13:15) | Singapur | Trinidad und Tobago 51 | – | Wales 48 |
|                 |          |                        |   |          |

| 4. Juli (15:30) | Singapur | Neuseeland 80 | – | Fiji 25 |
|                 |          |               |   |         |

| 5. Juli (11:00) | Singapur | Fiji 40 | – | Trinidad und Tobago 58 |
|                 |          |         |   |                        |

| 5. Juli (13:15) | Singapur | Neuseeland 91 | – | Wales 21 |
|                 |          |               |   |          |

| 6. Juli (13:15) | Singapur | Fiji 48 | – | Wales 38 |
|                 |          |         |   |          |

| 6. Juli (15:30) | Singapur | Neuseeland 75 | – | Trinidad und Tobago 23 |
|                 |          |               |   |                        |

### Gruppe C
Tabelle
| Rang | Land      | Gew. | Unent. | Verl. | Punkte |
| ---- | --------- | ---- | ------ | ----- | ------ |
| 1    | Jamaika   | 3    | 0      | 0     | 6      |
| 2    | Südafrika | 2    | 0      | 1     | 4      |
| 3    | Botswana  | 1    | 0      | 2     | 2      |
| 4    | Singapur  | 0    | 0      | 3     | 0      |

Spiele
| 3. Juli (19:00) | Singapur | Singapur 36 | – | Botswana 43 |
|                 |          |             |   |             |

| 4. Juli (11:00) | Singapur | Jamaika 72 | – | Südafrika 45 |
|                 |          |            |   |              |

| 5. Juli (15:30) | Singapur | Singapur 33 | – | Südafrika 70 |
|                 |          |             |   |              |

| 5. Juli (15:30) | Singapur | Jamaika 74 | – | Botswana 23 |
|                 |          |            |   |             |

| 6. Juli (17:45) | Singapur | Singapur 40 | – | Jamaika 93 |
|                 |          |             |   |            |

| 6. Juli (20:00) | Singapur | Südafrika 57 | – | Botswana 38 |
|                 |          |              |   |             |

### Gruppe D
Tabelle
| Rang | Land     | Gew. | Unent. | Verl. | Punkte |
| ---- | -------- | ---- | ------ | ----- | ------ |
| 1    | England  | 3    | 0      | 0     | 6      |
| 2    | Malawi   | 2    | 0      | 1     | 4      |
| 3    | Barbados | 1    | 0      | 2     | 2      |
| 4    | Malaysia | 0    | 0      | 3     | 0      |

Spiele
| 4. Juli (17:45) | Singapur | England 65 | – | Malawi 33 |
|                 |          |            |   |           |

| 4. Juli (20:00) | Singapur | Barbados 62 | – | Malaysia 40 |
|                 |          |             |   |             |

| 5. Juli (20:00) | Singapur | England 74 | – | Barbados 42 |
|                 |          |            |   |             |

| 5. Juli (20:00) | Singapur | Malawi 66 | – | Malaysia 35 |
|                 |          |           |   |             |

| 6. Juli (13:15) | Singapur | Malawi 73 | – | Barbados 44 |
|                 |          |           |   |             |

| 6. Juli (15:30) | Singapur | England 95 | – | Malaysia 22 |
|                 |          |            |   |             |

## Trostrunde

### Viertelfinale (9–16)
| 7. Juli (11:00) | Singapur | Barbados 63 | – | Sri Lanka 59 |
|                 |          |             |   |              |

| 7. Juli (13:15) | Singapur | Fiji 57 | – | Singapur 47 |
|                 |          |         |   |             |

| 7. Juli (15:30) | Singapur | Samoa 54 | – | Malaysia 45 |
|                 |          |          |   |             |

| 7. Juli (17:45) | Singapur | Botswana 46 | – | Wales 47 |
|                 |          |             |   |          |

### Halbfinale (13–16)
| 8. Juli (11:00) | Singapur | Sri Lanka 62 | – | Singapur 51 |
|                 |          |              |   |             |

| 8. Juli (13:15) | Singapur | Malaysia 39 | – | Botswana 60 |
|                 |          |             |   |             |

### Halbfinale (9–12)
| 8. Juli (15:30) | Singapur | Barbados 48 | – | Fiji 49 |
|                 |          |             |   |         |

| 8. Juli (20:00) | Singapur | Samoa 44 | – | Wales 45 |
|                 |          |          |   |          |

### Spiel um Platz 15
| 8. Juli (11:00) | Singapur | Malaysia 36 | – | Singapur 47 |
|                 |          |             |   |             |

### Spiel um Platz 13
| 8. Juli (20:00) | Singapur | Samoa 44 | – | Wales 45 |
|                 |          |          |   |          |

### Spiel um Platz 11
| 8. Juli (11:00) | Singapur | Botswana 59 | – | Sri Lanka 54 |
|                 |          |             |   |              |

### Spiel um Platz 9
| 8. Juli (13:15) | Singapur | Wales 62 | – | Fiji 47 |
|                 |          |          |   |         |

## Finalrunde

### Viertelfinale
| 8. Juli (13:15) | Singapur | England 87 | – | Nordirland 16 |
|                 |          |            |   |               |

| 8. Juli (15:30) | Singapur | Neuseeland 58 | – | Südafrika 28 |
|                 |          |               |   |              |

| 8. Juli (17:45) | Singapur | Australien 58 | – | Malawi 44 |
|                 |          |               |   |           |

| 8. Juli (20:00) | Singapur | Jamaika 79 | – | Trinidad und Tobago 42 |
|                 |          |            |   |                        |

### Halbfinale (5 bis 8)
| 9. Juli (20:00) | Singapur | Malawi 61 | – | Trinidad und Tobago 38 |
|                 |          |           |   |                        |

| 9. Juli (20:00) | Singapur | Südafrika 46 | – | Nordirland 41 |
|                 |          |              |   |               |

### Halbfinale
| 9. Juli (15:30) | Singapur | Neuseeland 49 | – | England 34 |
|                 |          |               |   |            |

| 9. Juli (17:45) | Singapur | Australien 82 | – | Jamaika 46 |
|                 |          |               |   |            |

### Spiel um Platz 7
| 10. Juli (10:00) | Singapur | Trinidad und Tobago 56 | – | Nordirland 38 |
|                  |          |                        |   |               |

### Spiel um Platz 5
| 10. Juli (12:15) | Singapur | Malawi 50 | – | Südafrika 52 |
|                  |          |           |   |              |

### Spiel um Platz 3
| 10. Juli (14:30) | Singapur | England 70 | – | Jamaika 49 |
|                  |          |            |   |            |

### Finale
| 10. Juli (16:45) | Singapur | Neuseeland 57 | – | Australien 58 |
|                  |          |               |   |               |